# یواس‌اس فولر (ای‌پی‌ای-۷)
یواس‌اس فولر (ای‌پی‌ای-۷) (به انگلیسی: USS Fuller (APA-7)) یک کشتی بود که طول آن ۵۰۷ فوت (۱۵۵ متر) بود. این کشتی در سال ۱۹۱۹ ساخته شد.